# Kim Du-bong
 (décembre 2019).
Si vous disposez d'ouvrages ou d'articles de référence ou si vous connaissez des sites web de qualité traitant du thème abordé ici, merci de compléter l'article en donnant les références utiles à sa vérifiabilité et en les liant à la section « Notes et références ».
Kim Du-bong (김두봉, Kim Tu Pong selon la romanisation en vigueur en Corée du Nord, 1886-1958 ?), est un homme d'État nord-coréen. Il a été le premier chef d'état de la Corée du Nord en tant que président du comité permanent de l'Assemblée populaire suprême de 1948 à 1957. Il a auparavant lutté contre la colonisation de la Corée par le Japon et est un des premiers linguistes de la langue coréenne.

## Biographie

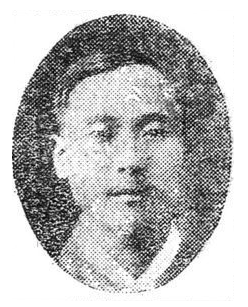
Kim Du-bong en 1919.

Kim est né le 16 mars 1886 à Dongnae dans la ville de Busan tout au sud de la péninsule coréenne. Tout d'abord actif dans le mouvement Samil en lutte contre l'occupant japonais, il fuit à Shanghai après l'interdiction de ce groupement. Avant l'arrivée des Japonais dans cette ville, il se consacre essentiellement à ses études en linguistique. Dans son exil en Chine, il prend part à la longue marche des communistes sous la direction de Mao Zedong puis rejoint les combattants de la guérilla coréenne qui luttaient pour l'indépendance depuis la Chine faisant de lui un membre du groupe de Yenan respecté pour son âge et sa réputation scientifique.
Kim Du-bong fonde la ligue de l'indépendance coréenne en août 1942 puis, après la capitulation du Japon en 1945, le Nouveau Parti populaire de Corée qui fusionne plus tard avec le parti communiste coréen pour former le parti du travail de Corée du Nord, le prédécesseur du parti du travail de Corée. Kim était le président de ce nouveau parti. De 1947 à 1948, il était par ailleurs président du comité populaire provisoire de Corée du Nord.
Après la proclamation de la république populaire démocratique de Corée en 1948, il devient membre du bureau politique du parti du travail de Corée. De 1948 à 1957, il est président du comité permanent de l'Assemblée populaire suprême et donc formellement chef de l'État, un poste essentiellement honorifique.
En mars 1958, à la suite de l'incident de la faction d'août, Kim Du-bong est critiqué lors du congrès du parti, libéré de toutes ses fonctions et exclu du parti. Il est probablement mort d'une maladie en 1961 dans le LPG de Sunan dans le Pyongan du Sud où il travaillait comme paysan. La chute de Kim Du-bong faisait partie d'une grosse opération de nettoyage menée à la fin des années 1950 envers les communistes revenus de Chine, d'URSS ou bien originaires du sud. Le premier ministre Kim Il-sung qui cherchait alors à consolider son pouvoir se méfiait de ces groupes qui avaient tenté de le destituer lors du congrès de 1956.

## Œuvres
- Joseon malbon (조선말본)
- Gipdeo Joseon malbon (깁더 조선말본)
- Malmoi (말모이)
- Jejudo silgi (제주도실기)